# کورتیس جی هامفریز
 کورتیس جی هامفریز (انگلیسی: Curtis J. Humphreys؛ زاده ۱۷ فوریهٔ ۱۸۹۸ درگذشته ۱۹۸۶-۱۱) یک دانشمند در زمینه اهل ایالات متحده آمریکا بود.